# SC Americano (Porto Alegre)
SC Americano was een Braziliaanse voetbalclub uit Porto Alegre, in de staat Rio Grande do Sul.

## Geschiedenis
De club werd opgericht op 4 juli 1912 als Hispano-Americano, een jaar later werd de naam gewijzigd in SC Americano. Vanaf 1914 speelde de club in de stadscompetitie bij de LPAF. Door onenigheden verliet de club echter de competitie en sloot zich bij de rivaliserende AFPA aan, waar de club tweede werd achter Grêmio. In 1916 fuseerden de rivaliserende competities en werd Americano in de tweede klasse ingedeeld. Na één seizoen promoveerde de club, maar degradeerde meteen weer.
Na de oprichting van het staatskampioenschap, verloor de stadscompetitie aan aanzien. Americano won drie keer het stadskampioenschap in de jaren twintig. In 1928 won de club ook het staatskampioenschap in de finale tegen Bagé.
In 1934 werd de naam gewijzigd in Americano-Universitário. Begin jaren veertig kreeg de club te kampen met zware financiële problemen. Ze probeerden hierop te fuseren met Foot-Ball Club Porto Alegre, maar omdat dit niet lukte ging de club failliet.

## Palmares
Campeonato Gaúcho
1928
Campeonato Citadino de Porto Alegre
1924, 1928, 1929

## Bekend ex-spelers
- Sylvio Pirillo